# Anchietea pyrifolia
Anchietea pyrifolia (Mart.) G.Don – gatunek roślin z rodziny fiołkowatych (Violaceae). Występuje naturalnie w Boliwii, Brazylii (w stanach Bahia, Pernambuco, Goiás, Mato Grosso do Sul, Espírito Santo, Minas Gerais, Rio de Janeiro, São Paulo, Paraná, Rio Grande do Sul i Santa Catarina, a także w Dystrykcie Federalnym), Paragwaju, Urugwaju oraz północnej Argentynie. 

## Morfologia
PokrójZimozielony krzew o pnących pędach.
LiścieBlaszka liściowa ma owalnie eliptyczny, eliptyczny lub lancetowaty kształt. Mierzy 1,2–9 cm długości oraz 0,5–3,6 cm szerokości, jest ząbkowana lub piłkowana na brzegu, ma tępą lub ostrokątną nasadę i spiczasty lub ogoniasty wierzchołek. Przylistki mają trójkątny kształt. Ogonek liściowy jest nagi i ma 1–16 mm długości.
KwiatyZebrane w pęczkach wyrastających z kątów pędów. Mają 5 działek kielicha o owalnie lancetowatym lub trójkątnie lancetowatym kształcie i dorastających do 1–3 mm długości. Płatków jest 5, nakładające się na siebie, są odwrotnie jajowate i asymetryczne (dwa przednie z nitkowatą ostrogą) oraz mają 2–6 mm długości.
OwoceTorebki mierzące 3,5-11,5 cm długości oraz 1,5-4,5 cm średnicy, o podługowatym kształcie, są nabrzmiałe i papierowe.

## Biologia i ekologia
Rośnie w lasach, na wysokości do 500 m n.p.m.